# Мойсил, Григоре Константин
Григоре Константин Мойсил (рум. Grigore Constantin Moisil; 10 января 1906, Тулча, Королевство Румыния — 21 мая 1973, Оттава, Канада) — румынский математик, профессор (1935), член Румынской академии (1941) и Академии наук Румынии (1948). Президент Румынского математического общества (с 1956). Лауреат Государственной премии Социалистической Республики Румыния (1964). Заслуженный деятель науки СРР (1964). Пионер компьютерных наук в Румынии.

## Биография
Сын профессора истории, члена Румынской академии. В 1924 году поступил в Политехнический институт, одновременно занимался на математическом факультете Бухарестского университета. В 1929 окончил Бухарестский университет и Бухарестский политехникум. В том же году защитил кандидатскую диссертацию на тему «Аналитическая механика сплошных систем» перед комиссией, в которую входили профессора Димитрие Помпей, Георге Цицейкаи и Трайан Лалеску. Тогда же его диссертация была напечатана в Париже и о ней положительно отозвались Вито Вольтерра, Туллио Леви-Чивита и Поль Леви.
Совершенствовал знания в Сорбонне (1930—1931). В 1931 году вернулся в Румынию, и был назначен преподавателем математического факультета Ясского университета. Вскоре после этого получил стипендию от Фонда Рокфеллера на обучение в Риме. В 1931—1932 стажировался в Римском университете. В 1932 году вернулся в Яссы, где жил и трудился в течение почти 10 лет (с 1935 — профессор), с 1942 — в Бухарестском университете.
В 1946—1948 был послом в Анкаре и читал курс механики непрерывной среды в Стамбульском университете и техническом университете Стамбула.
Позже работал также в институте математики Румынской АН. Был председателем Совета по автоматизации и Совета по кибернетике Румынской АН.

## Научная деятельность
Круг его научных интересов был очень широким. Вначале занимался исследованиями в области функционального анализа и математической логики и алгебраической логики. Исследовал проблемы дифференциальной геометрии, теорию уравнений с частными производными; с 1952 занимался проблемами применения булевой алгебры, теорией Галуа и логическими многообразиями в технике автоматизации. Работал также в области математической физики и теории упругости.
Считается отцом информатики в Румынии.
Первым в Румынии стал читать курс современной алгебры.

## Избранные труды
- 1929: La mecanique analytique des systemes continus
- 1942: Logique modale
- 1954: Introducere în algebrăef
- 1959: Teoria algebrică a mecanismelor automate
- 1960: Funcționarea în mai mulți timpi a schemelor cu relee ideale
- 1961—1962: Circuite cu tranzistori
- 1965: Încercări vechi și noi în logica neclasică
- 1968: Elemente de logică matematică și teoria mulțimilor.

В 1996 году за выдающиеся достижения в компьютерных науках посмертно был награждён медалью Компьютерного сообщества IEEE «Пионер компьютерной техники».